# Greci (okręg Tulcza)
Greci – wieś w Rumunii, w okręgu Tulcza, w gminie Greci. W 2011 roku liczyła 5117 mieszkańców.